# Painblanc
Painblanc é uma comuna francesa na região administrativa da Borgonha-Franco-Condado, no departamento de Côte-d'Or. Estende-se por uma área de 9,39 km². Em 2010 a comuna tinha 168 habitantes (densidade: 17,9 hab./km²).